# ARINC 629
ARINC 629 ist ein avionisches, bi-direktionales Multitransmitter-Bussystem, das von der Firma Boeing speziell für die Boeing 777 (ugs. Triple 7) entwickelt wurde. Es erlaubt den Anschluss von bis zu 120 Terminals mit einer Datenrate von 2 Mbps. Die Firma ARINC (Aeronautical Radio Inc. mit Sitz in Annapolis, Maryland) spezifizierte und standardisierte das Bussystem von Boeing unter dem Namen ARINC 629. 
Das Bussystem, das für den Einsatz in der Avionik großer Flugzeuge zur Steuerung der Systeme entwickelt wurde, ist eine Weiterentwicklung des ARINC 429 Bussystems, das eine weite Verbreitung in der Luftfahrtbranche gefunden hat. ARINC 629 ist eine Spezifikation, in der festgelegt ist, wie Terminals und angeschlossene Systeme eines Bussystems Daten versenden und empfangen können. Die Daten werden dabei über eine zweiadrige elektrische oder optische Leitung übertragen. Jedes angeschlossene System ist so programmiert, dass es seine Daten in genau definierten Zeitintervallen senden kann.
Hierzu stehen 2 Protokolle zur Verfügung:

## Basisprotokoll (engl.basic protocol)
Für diese Protokollart sind 3 Zeitintervalle definiert:
- Das Sendeintervall (engl. transmitting interval, TI), ist für alle Terminals eines Busses gleich lang. Es beginnt, wenn eine Übertragung auf dem Datenbus startet. Frühestens nach Ablauf des TI darf ein Gerät wieder senden.
- Die Synchronisation (engl. sync gap, SG), ist für alle Terminals eines Busses gleich lang. Sie ist kürzer als das TI und startet, wenn keine Übertragung auf dem Bus stattfindet. Beginnt ein anderes Gerät vor Ablauf des SG zu senden, so wird dieser Timer zurückgesetzt.
- Die Gerätekennung (engl. terminal gap, TG), ist unterschiedlich für jedes Terminal. Sie kennzeichnet sozusagen die Sendereihenfolge der unterschiedlichen Geräte. Sie beginnt, wenn die SG abgelaufen ist und kein Gerät auf dem Bus sendet. Beginnt ein anderes Gerät vor Ablauf der TG zu senden, so wird dieser Timer zurückgesetzt.

## Kombiniertes Protokoll (engl.combined protocol)
Diese Protokollart erlaubt die bevorzugte Behandlung von nichtperiodischen Ereignissen. Es gibt drei Ebenen des Datentransfers:
- Level 1 für periodische Daten, die, wie im Basic Protocol, in bestimmter Reihenfolge und ohne Bevorzugung gesendet werden. Die Zykluszeiten sind ebenfalls determiniert.
- Level 2 für kürzere und häufigere nichtperiodische Ereignisse. Diese Daten werden am Ende eines deterministischen Zyklus ausgetauscht.
- Level 3 für längere und seltenere nichtperiodische Ereignisse. Diese Daten werden am Ende des Level 2 ausgetauscht, solange noch Zykluszeit für diesen Datenaustausch zur Verfügung steht.

Level 2- und Level 3-Ereignisse sind in ihrer Länge auf einen Wordstring begrenzt. Die beiden Protokollarten können nicht zusammen in einem Bus verwendet werden.